# Henshaw Creek (Koyukuk River)
Der Henshaw Creek ist ein 36 km langer rechter Nebenfluss des Koyukuk River im Interior des US-Bundesstaats Alaska.

## Namensgebung
Der Henshaw Creek fand seine erste Erwähnung um das Jahr 1950 vom U.S. Geological Survey (USGS). 1901 wurde der Fluss von Peters vom USGS als „Sozhekla River“ gemeldet.

## Flusslauf
Der Henshaw Creek entsteht am Zusammenfluss von West Fork (57 km lang, rechts) und East Fork Henshaw Creek (74 km lang, links). Er fließt in überwiegend südsüdöstlicher Richtung und mündet auf einer Höhe von 139 m 19 km östlich von Allakaket in den nach Westen strömenden Koyukuk River. Der Flussabschnitt zwischen den Flusskilometern 23 und 12 liegt innerhalb des Schutzgebietes Kanuti National Wildlife Refuge. 

## Einzugsgebiet
Der Henshaw Creek entwässert ein 1545 km² großes Areal. Dieses umfasst den zentralen und ostzentralen Teil der Alatna Hills, ein in Ost-West-Richtung 80 km langes, bis zu 32 km breites und bis zu 632 m hohes Gebirge, das der eigentlichen Brookskette südlich vorgelagert ist. Die Quellflüsse durchschneiden die Alatna Hills in südlicher Richtung. Das Einzugsgebiet des Henshaw Creek grenzt im Westen und im Norden an das des Alatna River, im Nordosten an das des John River sowie im Südosten an das des oberstrom gelegenen Koyukuk River.